# Marah (gruppo musicale)
I Marah sono gruppo country rock statunitense formatosi nei primi anni novanta a Filadelfia. Sono noti per le loro intense performance dal vivo. Il loro stile rimanda al rock classico, sono stati accostati per i testi agli autori Nick Hornby e Sarah Vowell e ai musicisti Bruce Springsteen e Steve Earle.

## Formazione
- David Bielanko
- Christine Smith
- Kai Schafft
- Jimmy James Baughman
- Chris Rattie
- Gus

## Discografia

### Album
- 1998: Let's Cut The Crap & Hook Up Later on Tonight (Black Dog - 1998 / Phidelity - released in 2004)
- 2000: Kids in Philly (E-Squared/Artemis)
- 2002: Float Away With the Friday Night Gods (E-Squared/Artemis)
- 2004: 20,000 Streets Under the Sky (US: Yep Roc/Europe: Munich)
- 2004: Kids in Amsterdam: Live on VPRO (Phidelity)
- 2005: Float Away Deconstructed (Phidelity)
- 2005: If You Didn't Laugh, You'd Cry (US: Yep Roc/Europe: Munich)
- 2005: A Christmas Kind of Town (Yep Roc)
- 2008: Angels of Destruction! (US: Yep Roc/Europe: Munich)
- 2010: Life is a Problem (Valley Farm Songs)
- 2014: Marah Presents Mountain Minstrelsy of Pennsylvania (Valley Farm Songs)

### EP
- 2007: Can't Take It With You (Yep Roc)
- 2007: Counting the Days (Yep Roc)

### DVD
- 2006: Sooner or Later in Spain (Yep Roc)

### Compilation
- 1997: Season's Greetings Philadelphia (Record Cellar)
- 1998: Camp Black Dog Presents: Rock & Roll Summer Camp '98 (Black Dog)
- 1999: No Electric Guitars (Record Cellar)
- 1999: Put Your Tongue to the Rail: The Philly Comp for Catholic Children (Songs of the Jim Caroll Band) (Genus)